# 앰버 경고

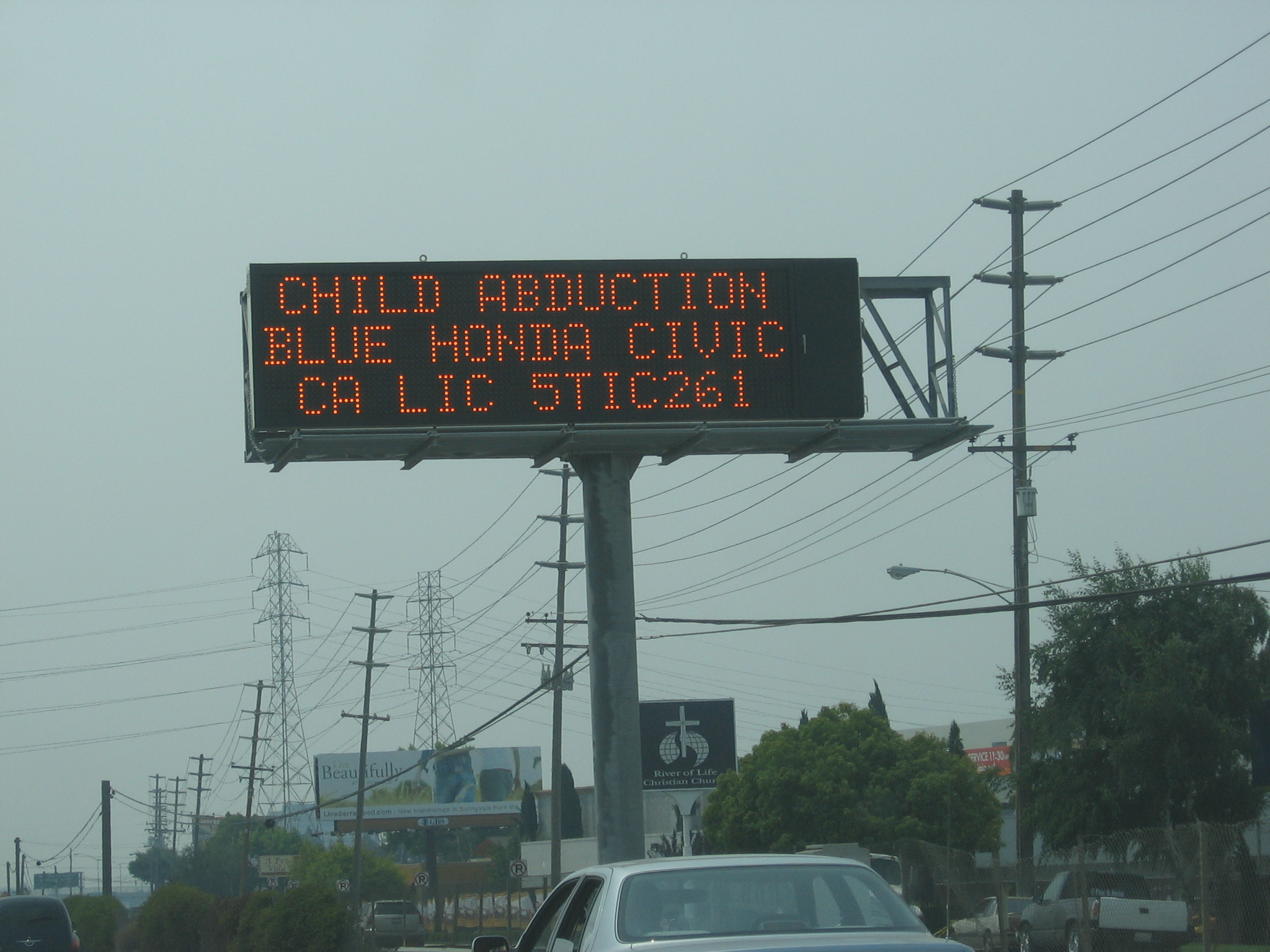
고속도로 전광판을 통해 전파되는 앰버 경고

앰버 경고(AMBER Alert, America's Missing: Broadcasting Emergency Response)는 어린이가 실종되었을 경우 다양한 매체를 통해 대중들에게 즉시 그 사실을 노출시키는 시스템을 말한다. 미국에서 시작되어 세계 각국으로 전파되고 있다. 앰버경고는 상업 라디오 방송이나 위성 라디오, 텔레비전 방송, 케이블 방송 등을 통해 "Child Abduction Emergency"라는 긴급경고 문구로 퍼지게 된다. 뿐만 아니라 이메일, 전자 교통상황 안내판, 무선 SMS 메시지 등으로도 배포된다. 몇몇 주에서는 로또복권 단말기를 이용하기도 한다. 앰버경고 발령은 경찰의 실종조사기관에 의해 결정된다. 앰버 경고는 일반적으로 유괴된 아이의 이름과 특징, 납치범의 특징, 납치범 차량의 번호 등을 내용으로 한다.

## 이름의 유래
앰버라는 말은 1996년 텍사스 알링턴에서 납치되어 살해된 9살 소녀 앰버 해거먼(Amber Hagerman)양의 이름에서 유래된 것이다.

## 각국에서의 시행

### 대한민국
대한민국에서는 2007년 4월 9일 경찰청 주관하에 아시아 국가에서는 최초로 시행이 시작되었다. 만 14세 미만의 유괴·실종 아동 발생 시 전국 고속도로·국도 및 서울시 고속화도로·지하철 전광판 등 총 4천2백개소의 전광판과 교통방송 라디오를 통해 관련 정보를 신속 광범위하게 전파하게 된다.
2007년 4월 9일 시스템 도입과 함께 제주도에서 실종된 양지승 어린이를 첫 대상으로 선정해 경고를 발령하였다.